# NGC 5002
NGC 5002 (другие обозначения — UGC 8254, MCG 6-29-51, ZWG 189.34, KUG 1308+368, PGC 45728) — галактика в созвездии Гончие Псы.
Этот объект входит в число перечисленных в оригинальной редакции «Нового общего каталога».
В галактике вспыхнула сверхновая SN 1958F. Её пиковая видимая звёздная величина составила 16.